# Wild Kratts
Wild Kratts (Brasil: Aventuras com os Kratts / Portugal: Os Manos Kratts) é uma série de televisão animada infantil criada pelos irmãos Martin Kratt e Chris Kratt para crianças de 7 a 14 anos de idade, produzida pela 9 Story para a PBS Kids e TVO Kids. O programa estreou originalmente em 3 de janeiro de 2011 na maioria das estações da PBS. A série tem conexão com Kratts' Creatures e Zoboomafoo, no Brasil, é transmitida por Discovery Kids, Disney Channel, Em 17 de julho de 2011 e Canal Futura em 13 de outubro de 2014. Em Portugal, a série é transmitida pela SIC K e também pela SIC, emitindo a 3ª temporada e estreando a 4ª temporada a 1 de outubro de 2016 nas Manhãs de Animação.

## Enredo
Os irmãos Kratts viajam ao redor do mundo à procura de animais selvagens usando os "super-trajes animais", os quais lhes permitem usar as habilidades das criaturas; esses trajes são criados por sua amiga Aviva Corcovado, que analisa o ADN das criaturas. Mas ela não é a única ajuda que os Kratts tem: no quartel-general Tartaruga, eles também contam com a gênia dos computadores Koki e o atrapalhado piloto da nave Jimmy Z.
Existem três vilões: Zach Varmitech, que controla as mentes das criaturas e as usa como trabalhadoras forçadas; Donita Donata, que congela as criaturas para vendê-las vivas como jóias ou realiza outras atrocidades com os animais, sempre relacionadas com o mundo da moda (ex.: vestido brilhante de vagalumes); e Chef Gaston Gourmand, que cria pratos refinados tendo como ingredientes espécies ameaçadas de extinção. Os Kratts costumam usar seus poderes de criatura para frustrar os planos desses três vilões, entretanto, existem episódios em que nenhum dos vilões faz uma aparição.
Aliados como os "agentes mirins dos Kratts" costumam aparecer em alguns episódios.

## Títulos internacionais
- / Inglês: Wild Kratts
- / Francês: Les frères Kratts
- Português (Brasil): Aventuras com os Kratts (Versão Em DVD E Para Televisão Brasileira)
- Português (Portugal): Os Manos Kratts
- Espanhol (América Hispânica): Aventuras con los Kratt
- Espanhol (Espanha): Los Hermanos Kratt
- Catalão: Els germans Kratt
- Alemão: Go Wild! Mission Wildnis
- Holandês: Kratts in het wild
- Croata: Pustolovine sa braćom, Kret
- Tcheco: Poznáváme přírodu
- Húngaro: Állati küldetés
- Romeno: Cu frații Kratt în sălbăticie
- Sérvio: Пустоловине са браћом Крет
- Esloveno: Divja brata Kratt
- Turco: Kratt Kardeşler
- Árabe: المستكشفان (al mustakshifan)
- Hebraico: אחים וחיות אחרות